# Larus
Larus este un gen de păsări Charadriiformes din familia Laridae care include majoritatea pescărușilor. Acesta este răspândit în întreaga lume. Până în perioada 2005-2007, majoritatea pescărușilor au fost încadrați în acest gen, dar acum se știe că acest aranjament este polifiletic, ducând la apariția genurilor Chroicocephalus, Ichthyaetus, Hydrocoloeus și Leucophaeus pentru multe alte specii incluse anterior în Larus.

## Caracteristici
În general, sunt păsări de talie medie și mare, de culoare gri deschis până la negru deasupra și alb dedesubt și pe cap, adesea cu marcaje negre cu pete albe pe vârful aripilor și, la câteva specii, și negru pe coadă. Ciocul este robust și lung, iar picioarele sunt palmate; iarna, capul este adesea striat sau pătat cu gri închis. Păsările tinere sunt maronii și au nevoie de trei până la cinci ani pentru a ajunge la penajul de adult, iar penajul subadult este intermediar între cel tânăr și cel adult.

## Taxonomie
Genul Larus a fost introdus în 1758 de naturalistul suedez Carl Linnaeus în cea de-a zecea ediție a lucrării sale Systema Naturae. Denumirea genului provine din greaca veche laros (λάῥος) sau din latinescul larus, care pare să se fi referit la un pescăruș sau altă pasăre de mare.

Specia tip este pescărușul negru (Larus marinus). Denumirea latină Larus marinus se traduce prin „pescăruș de mare”, iar pescărușii din acest gen sunt, în general, speciile cunoscute cel mai adesea sub denumirea colocvială de „pescăruși”.

### Specii
Genul conține 25 de specii existente.
| Imagine | Nume comun                   | Denumire științifică | Distribuție |
| ------- | ---------------------------- | -------------------- | --- |
|         | Pescăruș de Pacific          | Larus pacificus      | Australia. |
|         | Pescăruș mic cu spate negru  | Larus belcheri       | coasta Pacificului din America de Sud. |
|         | Pescăruș cu coadă neagră     | Larus crassirostris  | coastele din Marea Chinei de Est, Japonia, Manciuria și Insulele Kuril, până în vestul Alaskăi din America de Nord. |
|         | Pescăruș argentinian         | Larus atlanticus     | Coasta atlantică din sudul Braziliei, Uruguay și nordul Argentinei. |
|         | Pescărușul lui Heermann      | Larus heermanni      | Coasta de Pacific a Statelor Unite, Mexic și sud-vestul extrem al Columbiei Britanice. |
|         | Pescăruș sur                 | Larus canus          | palearctic nordic (nordul Europei, nordul Asiei), iernează la sud de Marea Mediterană și China. |
|         | Pescăruș cu cioc scurt       | Larus brachyrhynchus | nord-vestul Americii de Nord. |
|         | Pescăruș sur mare            | Larus delawarensis   | Canada și nordul Statelor Unite, iernând în sud până în Caraibe. |
|         |                              | Larus livens         | Golful California în Mexic. |
|         | Pescăruș vestic              | Larus occidentalis   | din British Columbia, Canada până în Baja California, Mexic. |
|         | Pescăruș râzător             | Larus cachinnans     | Mările Neagră și Caspică și bazinele hidrografice adiacente, întinzându-se spre est până în Asia Centrală; iernează spre vest în Europa și spre sud până la coastele Arabiei.                                           |
|         | Pescăruș sudic               | Larus dominicanus    | Peninsula Antarctica, sudul Americii de Sud, sudul Africii, Insulele Oceanului de Sud, sud-estul Australiei și Noua Zeelandă.                                                                                           |
|         | Pescăruș argintiu            | Larus argentatus     | nordul și nord-vestul Europei. |
|         |                              | Larus vegae          | nord-estul Siberiei, iernând în Japonia, Coreea, sudul și estul Chinei și Taiwan. |
|         |                              | Larus mongolicus     | Mongolia și sud-estul Rusiei, iernând în Japonia, Coreea, sudul și estul Chinei și Taiwan |
|         | Pescăruș cu picioare galbene | Larus michahellis    | Marea Mediterană și Macaronesia, dispersându-se spre nord până în insulele britanice după reproducere. |
|         | Pescăruș armenian            | Larus armenicus      | în interiorul Turciei, în Caucaz și în Orientul Mijlociu, iernând în estul Mediteranei și în Golful Persic. |
|         | Pescăruș negru               | Larus marinus        | coastele din nord-vestul Europei, coastele din nord-estul Americii de Nord și insulele din Atlanticul de Nord. |
|         | Pescăruș de ghețuri          | Larus hyperboreus    | coastele Oceanului Arctic, iernează în Atlanticul de Nord și Pacificul de Nord până în sudul Insulelor Britanice și în cele mai nordice state ale Statelor Unite, de asemenea pe Marile Lacuri.                         |
|         | Pescăruș negricios           | Larus fuscus         | Coastele atlantice ale Europei și nord-vestul Asiei, iernând la sud de Africa centrală și India |
|         |                              | Larus californicus   | interiorul vestic al Americii de Nord, din Teritoriile de Nord-Vest, Canada, până în estul Californiei și Colorado, iernând în sud până în vestul Mexicului.                                                            |
|         | Pescăruș argintiu american   | Larus smithsonianus  | America de Nord, din centrul și sudul Alaskăi până la Marile Lacuri și coasta de nord-est a Statelor Unite, din Maine până în Carolina de Nord, iernând în sud până în Caraibe.                                         |
|         |                              | Larus glaucescens    | Coastele Oceanului Pacific din Rusia și Alaska până la coasta Washingtonului, iarna în sud până în Japonia și nord-vestul Mexicului.                                                                                    |
|         |                              | Larus schistisagus   | coastele nord-estice ale Asiei, iernând la sud până în estul Chinei. |
|         | Pescăruș cu aripi albe       | Larus glaucoides     | Coastele Oceanului Arctic din Canada și Groenlanda, iernează din Islanda spre sud până în Insulele Britanice și nord-estul îndepărtat al SUA, iar subspecia thayeri iernează pe coasta Pacificului din America de Nord. |

#### Fosile
Fosilele pescărușilor Larus sunt cunoscute din Miocenul mijlociu, cu aproximativ 20-15 milioane de ani în urmă; atribuirea fosilelor anterioare acestui gen este în general respinsă. Biogeografia înregistrărilor fosile sugerează că genul a evoluat în Atlanticul de Nord și s-a răspândit la nivel global în timpul Pliocenului, când diversitatea speciilor pare să fi fost cea mai mare, ca în cazul majorității păsărilor marine.